# Hermann Eberhard
Hermann Eberhard (27. februar 1852 i Ohlau, Schlesien – 30. maj 1908) var en tysk opdagelsesrejsende, der er krediteret for at have været den første fra Vesten, der opdagede Patagonien, Chile.  Eberhard rejste med skib til Seno Última Esperanza for at undersøge området, der tidligere var ukendt for europæere. Eberhard tilskrives også fundet af de forhistoriske rester af kæmpedovendyret på Cueva del Milodon Natural Monument. Vandet omkring Seno Última Esperanza har været meget højere på hulerne i den tidligere Holocæne periode, hvor dovendyret er dateret til.